# エイミー・クロブシャー
エイミー・ジーン・クロブシャー（英語: Amy Jean Klobuchar, 1960年5月25日 - ）は、アメリカ合衆国の弁護士、政治家。ミネソタ州選出のアメリカ合衆国上院議員（4期）。所属政党は民主党。日本では、ラストネームを「クロブチャー」と表記されることもあるが、本人は「クロブシャー」と発音している。
民主党内では中道、穏健派に位置付けられる。超党派を意識した発言や批判を行うため、「ミネソタ・ナイス」（控えめで穏やかなミネソタ州の人々の振る舞い）と評される一方、口の中で溶けて消えてしまう綿菓子になぞらえ「コットンキャンディ・エイミー」という手厳しいニックネームも付けられている。

## 経歴

### 生い立ち
1960年5月25日、小学校教諭の母ローズ（旧姓：ホイベルガー）と地元紙コラムニストの父ジム・クロブシャーの長女としてミネソタ州プリマスに生まれる。
地元の公立高校を卒業後、イェール大学で政治学を専攻し、当時アメリカ合衆国副大統領だった元連邦上院議員（ミネソタ州選出）のウォルター・モンデールの事務所にインターンとして勤務した。その後、シカゴ大学ロー・スクールに進学して法務博士号を取得すると、企業内弁護士として働くようになった。

### 郡地方検事
1995年に身体疾患を抱えた長女を出産するも、出生から24時間も経たないうちに病院から強制退去させられる。これがきっかけで政治の必要性を感じ、新生児の入院を48時間保障する州法を制定するようミネソタ州議会に要請。のちに州法は施行され、ビル・クリントン政権も同趣旨の連邦法を制定するに至った。
1998年の選挙でミネソタ州ヘネピン郡地方検事に選出され、2002年に無投票で再選される。地元の法務雑誌からはその仕事ぶりを評価され、2002年11月から2003年11月にかけてミネソタ州弁護士協会会長も兼任した。

### 上院議員
当時1期目の現職だったマーク・デイトンの不出馬表明を受け、2006年にミネソタ州から連邦上院議員選挙に立候補して当選し、同州初の女性上院議員となった。当時の法律顧問にはジェイク・サリバン（現国家安全保障問題担当大統領補佐官）がついていた。2012年の選挙でも前回を上回る得票率で再選される。2016年に招集された第114回連邦議会では他のどの議員よりも多くの法案を可決・成立に導き、議員立法の成立率でトップに輝いた。
2016年アメリカ合衆国大統領選挙では共和党予備選に立候補していたドナルド・トランプ陣営とロシアの関係に早くから着目し、トランプの大統領就任後となる2017年2月にはロシア疑惑をめぐる超党派委員会の設置を提唱する。このほか、2018年に連邦最高裁判所判事に指名されたブレット・カバノーに対する承認公聴会では、上院司法委員会の一員としてカバノーを追及したことで注目を浴びた。

### 2020年大統領選挙
2019年2月11日、2020年アメリカ合衆国大統領選挙に向けた民主党の候補者指名争いに名乗りを上げる。序盤戦で掲げた選挙公約は、不透明な政治資金問題の解決、投票権法の改正（18歳以上を自動的に有権者として登録）、環境対策（クリーンエネルギー発電、自動車燃費規制などの復活、パリ協定への再参加）などである。
同年7月30日の第2回民主党公開討論会では、急進左派バーニー・サンダースと彼に反論する候補の中で埋没してしまい、存在感を示すことができなかった。10月15日の第4回民主党候補討論会では、サンダースと同じく急進左派のエリザベス・ウォーレンを標的に論戦を挑み、党の左傾化を懸念する中道・穏健派有権者に自らの存在をアピールした。
当初から資金不足に悩まされたものの、穏健な有権者の多い2020年2月11日のニューハンプシャー州予備選挙では3位につけた。しかし2月25日のネバダ州、2月29日のサウスカロライナ州における予備選挙ではいずれも6位に終わった。3月2日、スーパー・チューズデーを翌日に控えて候補者指名争いから撤退し、ジョー・バイデンへの支持を表明した。

## ギャラリー
- エリザベス・ウォーレン、パティ・マレー、メイジー・ヒロノ、リリー・レッドベターらと（2014年1月28日）
- キアステン・ジリブランド（一番左）と（2014年3月25日）
- アイオワ州エイデルにて（2019年7月1日）

## 日本との関係
- 2009年4月9日から11日にかけ、共和党所属の連邦上院議員ジョン・マケインやリンゼー・グラムと共同で訪日し、内閣総理大臣麻生太郎と外務大臣中曽根弘文を表敬するとともに、内閣官房長官河村建夫と昼食会を行った[19]。
- 2012年6月10日、日米桜寄贈100周年記念プロジェクトの一環としてミネソタ州ウィノナ市のレイクパーク公園で催された式典に参加し、同市の姉妹都市である宮城県美里町の関係者らとともに桜の若木を植樹した[20]。

## イスラエルとの関係
- イスラエルの宗教シオニスト党などの極右勢力に賛同する立場をとっており、イスラエルを「中東における民主主義の光」と述べている[21]
- 駐イスラエルの米国大使館のエルサレム移転を強く支持していた。
- 2019年の反イスラエル・ボイコット法（英語版）の成立に尽力した。